# Pieter de Hooch
Pieter de Hooch (n. 20 decembrie 1629, Rotterdam, Țările de Jos – d. 24 martie 1684, Amsterdam, Comitatul Olanda, Provinciile Unite) a fost un pictor neerlandez din Epoca de Aur renumit pentru genul său de lucrări de scene liniștite de interior. A fost contemporan cu Jan Vermeer în breasla Sfântului Luca din Delft cu care opera sa împărtășește teme și stil.

## Biografie
De Hooch s-a născut la Rotterdam avându-i părinți pe Hendrick Hendricksz de Hooch, zidar, și pe Annetge Pieters, moașă. A fost cel mai mare dintre cei cinci copii și a supraviețuit tuturor fraților săi. Se cunosc puține lucruri despre viața sa timpurie și cele mai multe dovezi din arhive sugerează că a lucrat la Rotterdam, Delft și Amsterdam. Potrivit primului său biograf Arnold Houbraken, a studiat arta la Haarlem îndrumat fiind de pictorul peisagist Nicolaes Berchem în același timp cu Jacob Ochtervelt și a fost cunoscut pentru „kamergezichten” sau „vederile-cameră” cu doamne și domni conversând. Dar munca lui De Hooch pare să continue în spiritul lui Hendrik Sorgh, un pictor mai vechi din Rotterdam, care avea o afinitate specială pentru organizarea personajelor în interior. Începând cu 1650, a lucrat ca pictor și servitor pentru un negustor de lenjerie și colecționar de artă numit Justus de la Grange din Rotterdam. Munca sa pentru acest negustor îi cerea să-l însoțească în călătoriile sale la Haga, Leiden și Delft, unde s-a mutat în 1652. Este probabil ca De Hooch să fi predat majoritatea lucrărilor sale lui la Grange în această perioadă în schimbul unor beneficii, deoarece acesta era un aranjament comercial obișnuit pentru pictori la vremea respectivă, iar un inventar ulterior a consemnat că la Grange deținea unsprezece din tablourile sale.
De Hooch s-a căsătorit la Delft în 1654 cu Jannetje van der Burch, cu care a avut șapte copii. În timp ce se afla la Delft, se crede că de Hooch a învățat pictura de la Carel Fabritius și Nicolaes Maes, care au fost membrii timpurii ai Școlii de la Delft. A devenit membru al breslei pictorilor Sfântul Luca în 1655 (la doi ani după Vermeer). Fiica sa Anna s-a născut la Delft la 14 noiembrie 1656. Pe baza faptului că soția sa a participat la un botez la Amsterdam în 1660, s-a stabilit că s-a mutat la Amsterdam până la acea dată, deși succesul trekschuitului de atunci însemna că o călătorie la Amsterdam putea fi făcută cu ușurință într-o singură zi.

## Lucrări
Lucrările timpurii ale lui Hooch au fost compuse în mare parte din scene cu soldați și țărani în grajduri și taverne în maniera lui Adriaen van Ostade, deși le-a folosit pentru a dezvolta o mai mare abilitate asupra luminii, culorii și a perspectivei, mai degrabă decât pentru a explora interesul pentru subiect.

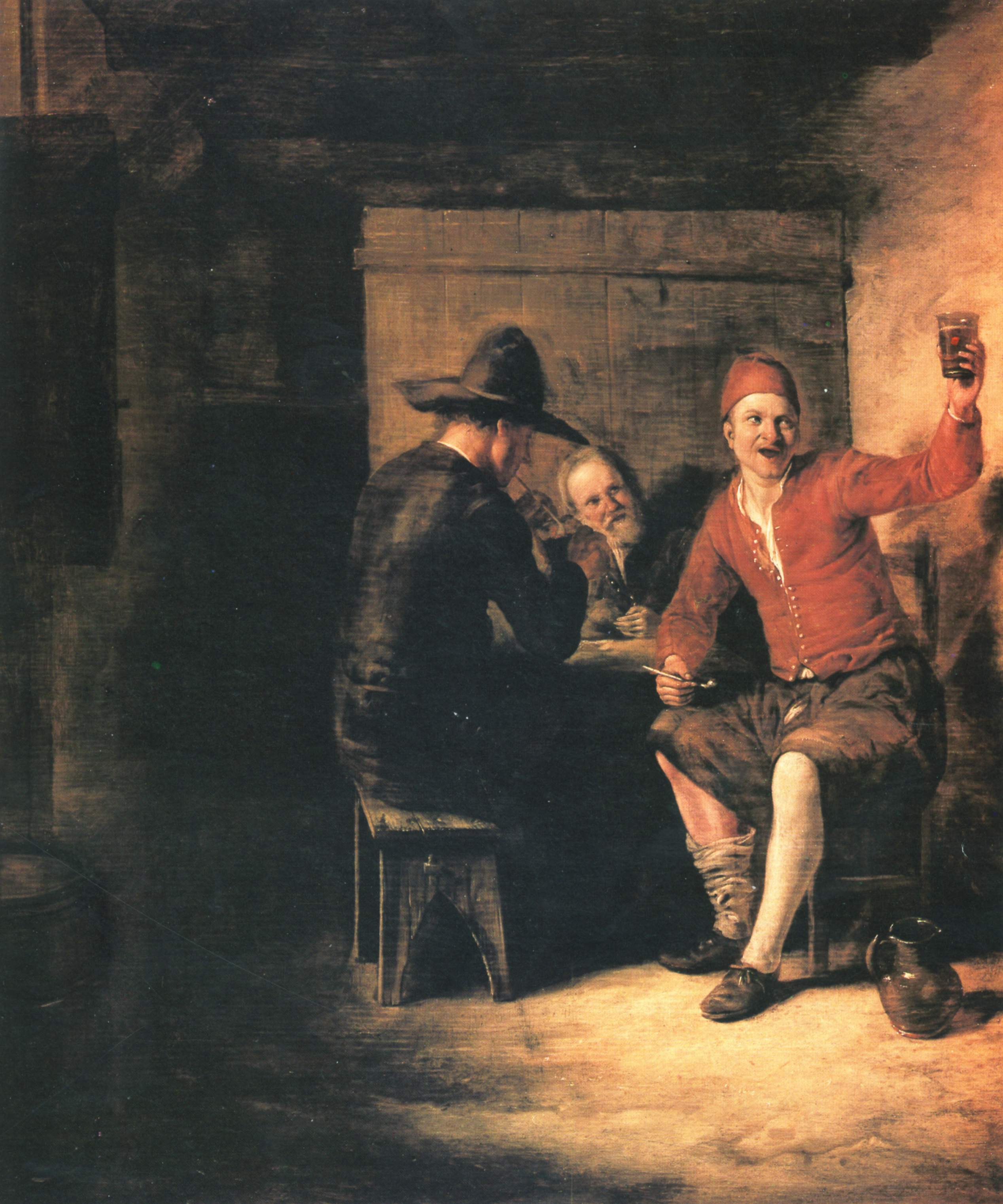
Băutorul vesel, c. 1650
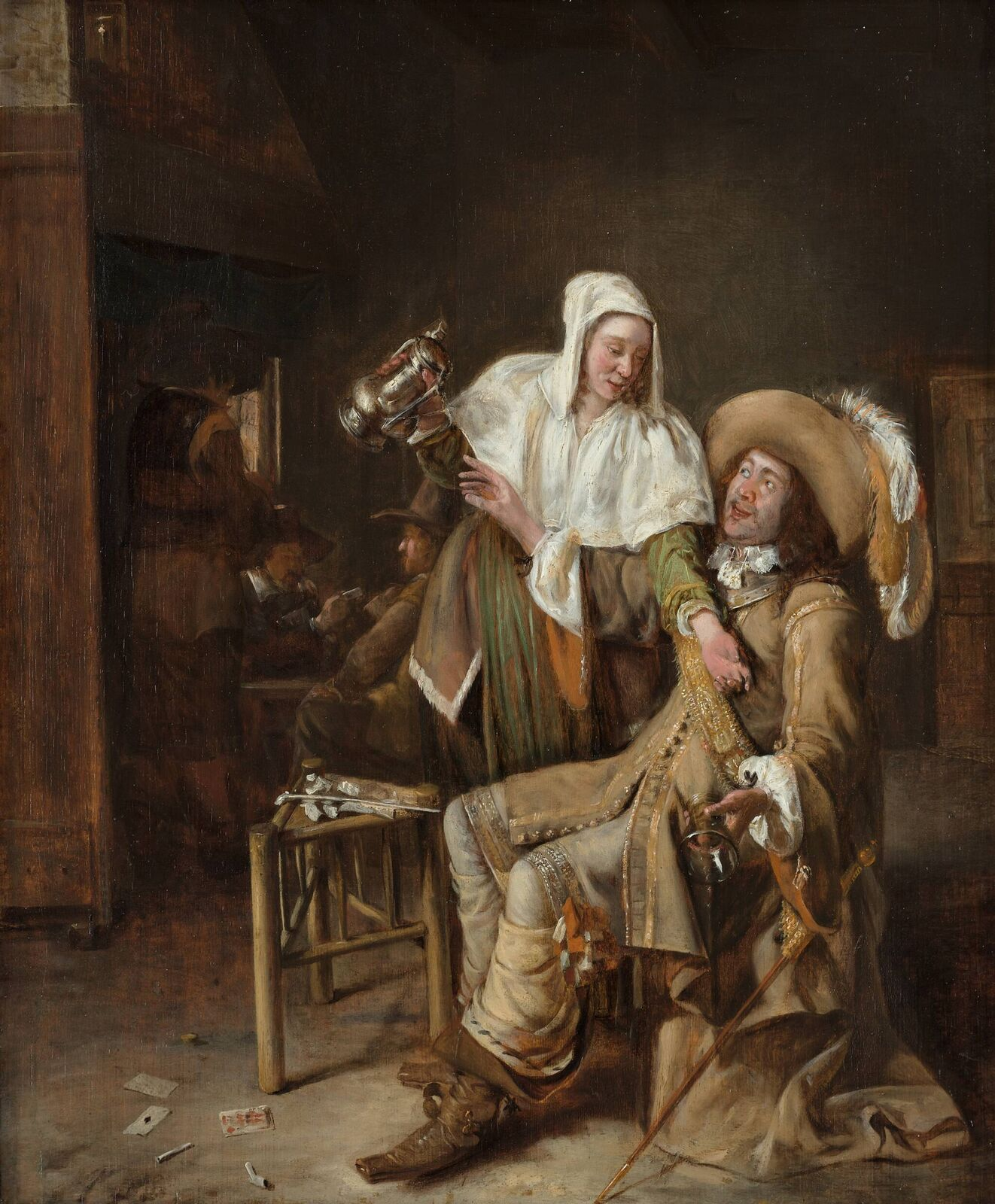
Paharul gol, c. 1652

După ce și-a întemeiat familia la mijlocul anilor 1650, și-a schimbat atenția pe scene domestice. Acestea erau, probabil, ale propriei sale familii, deși lucrările sale cu femei bine făcute care alăptau și îngrijeau copii ar putea indica, de asemenea, că el a asistat-o pe mama sa atunci când moșea.

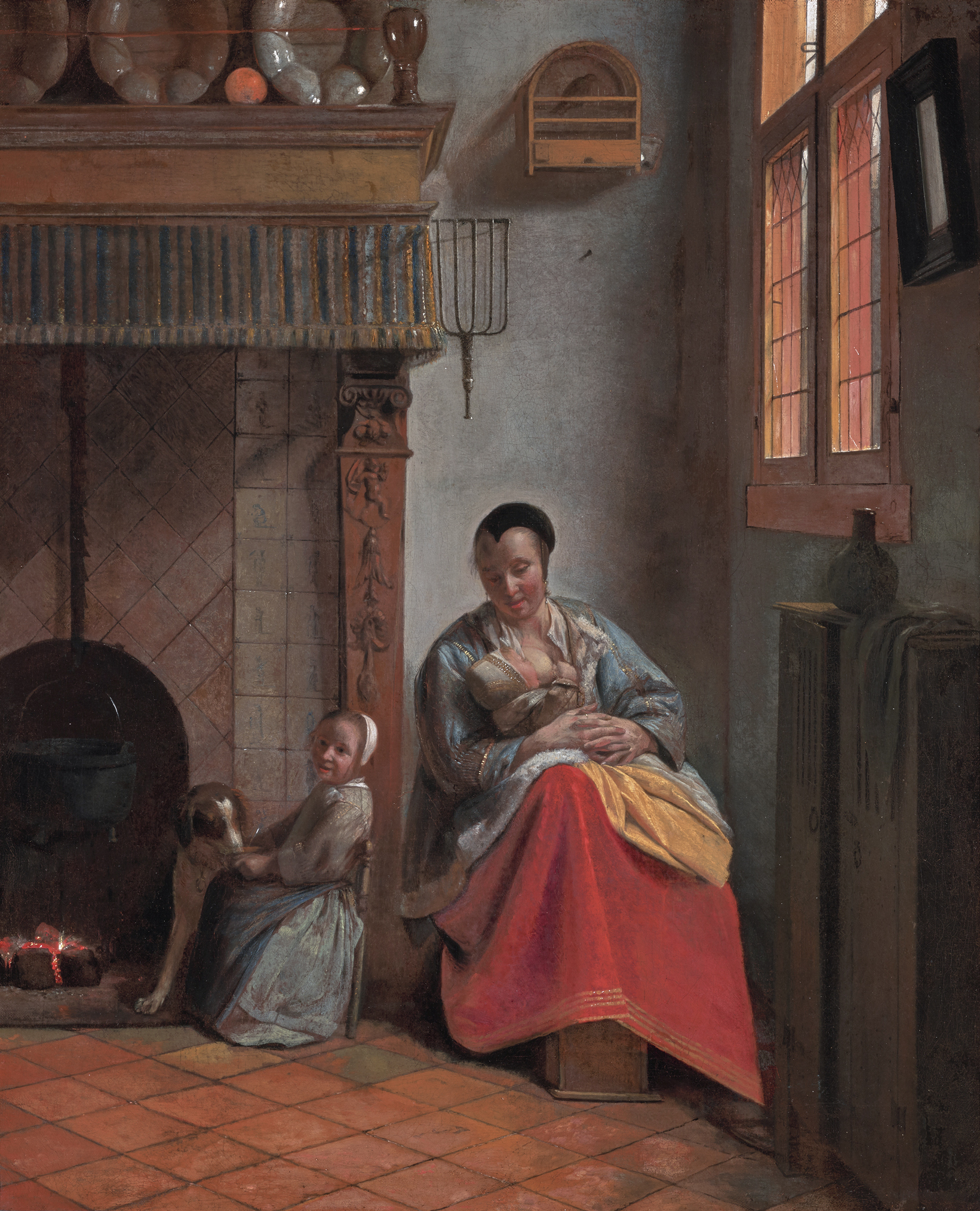
Femeie alăptând, 1658
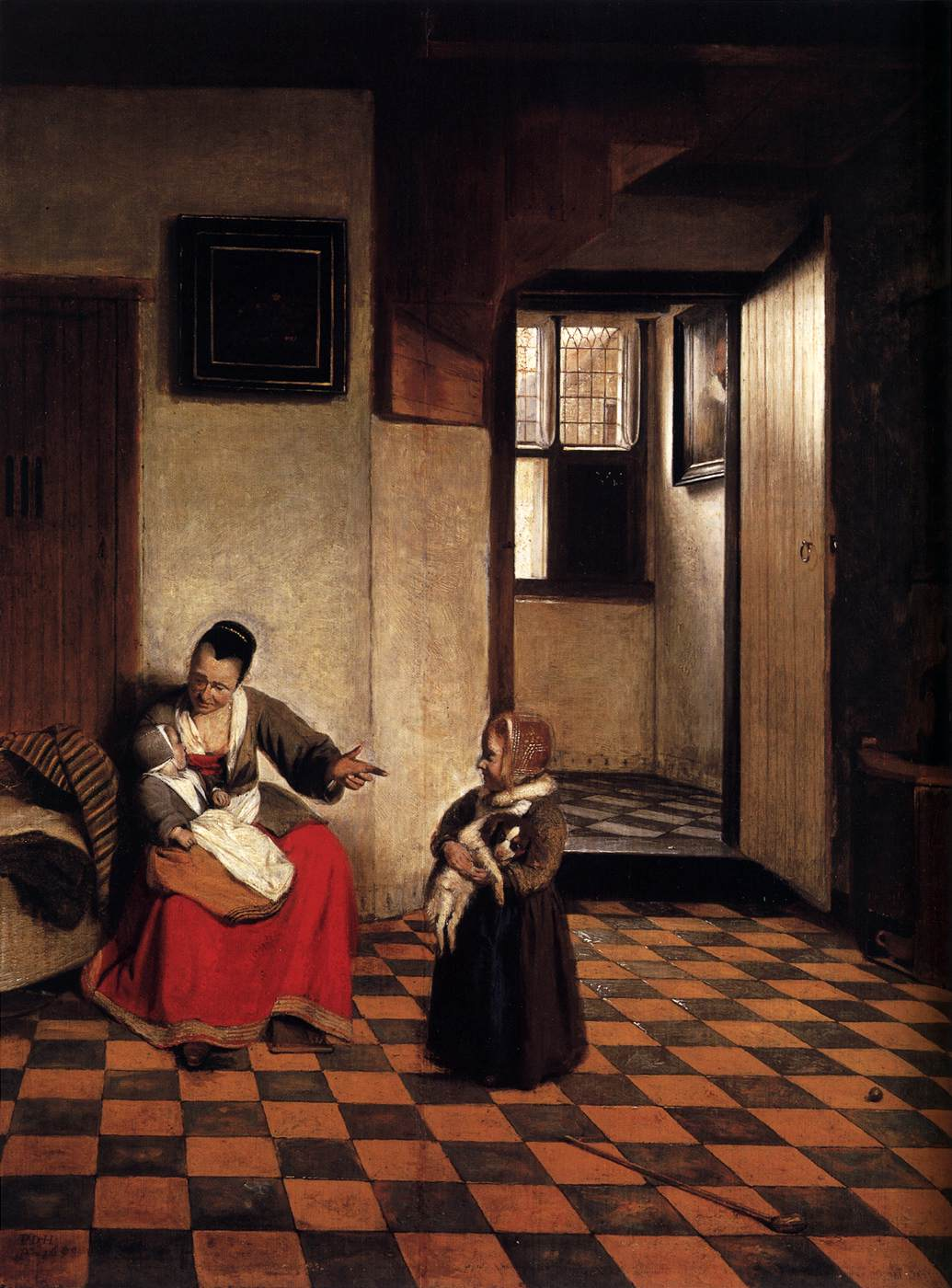
Femeie cu copil în poală, 1658
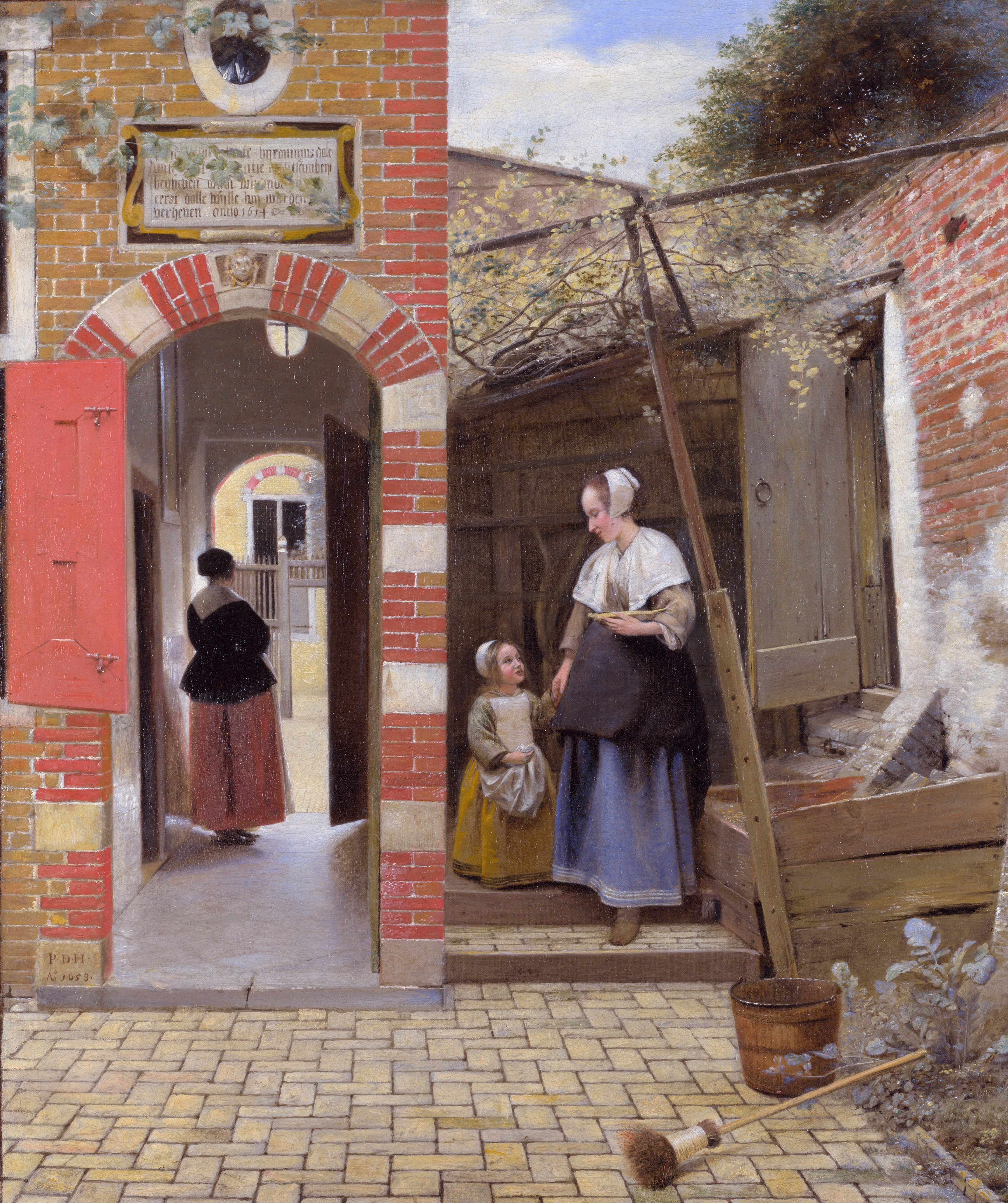
Curtea unei case din Delft, 1658

Lucrările sale au arătat o observare atentă a detaliilor banale ale vieții de zi cu zi, funcționând în același timp ca povești de moralitate bine ordonate. Aceste picturi au prezentat adesea un tratament sofisticat și delicat al luminii asemănător cu cele ale lui Vermeer, care a trăit în Delft în același timp cu de Hooch.

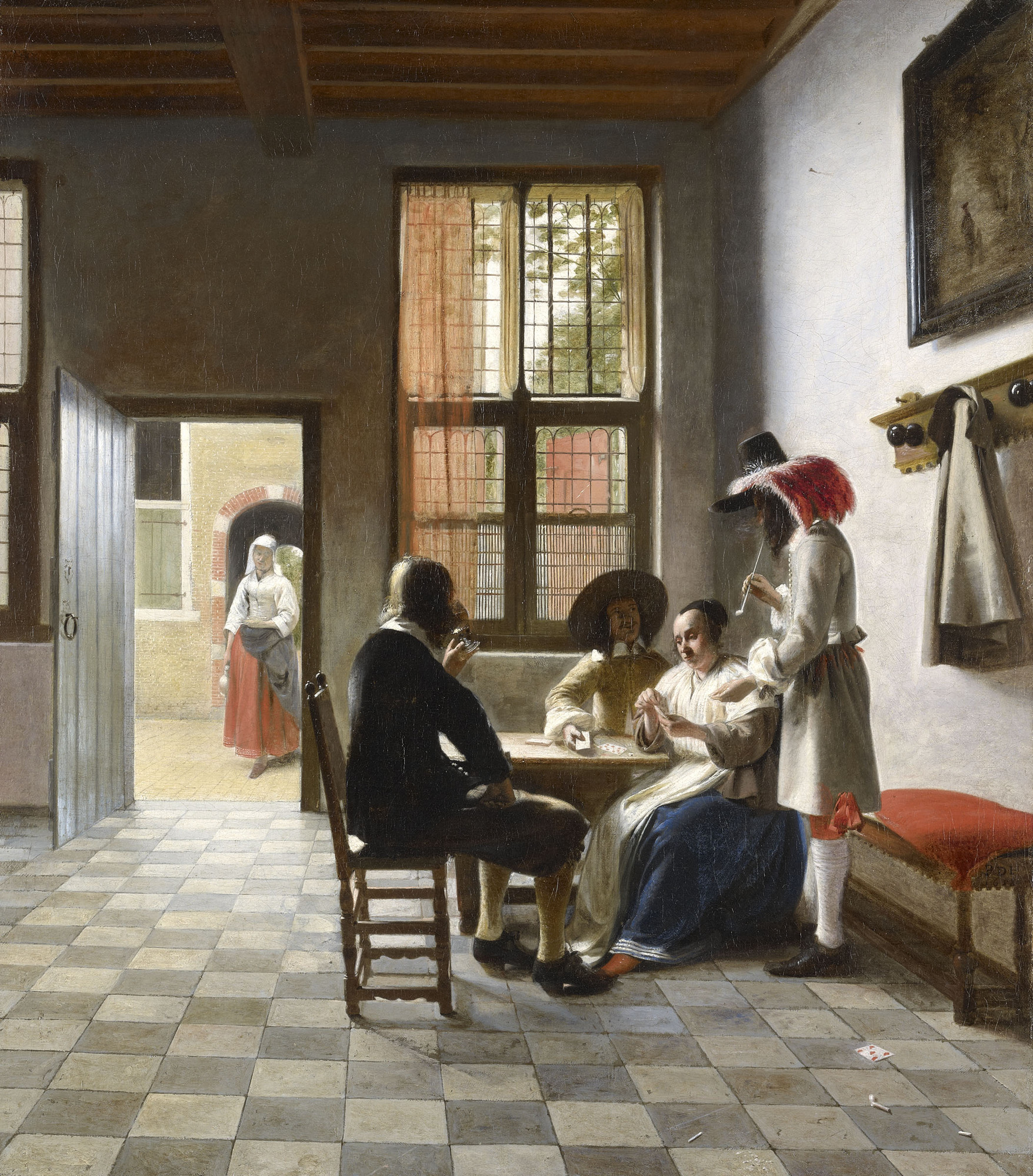
Jucători de cărți într-o cameră însorită, 1658
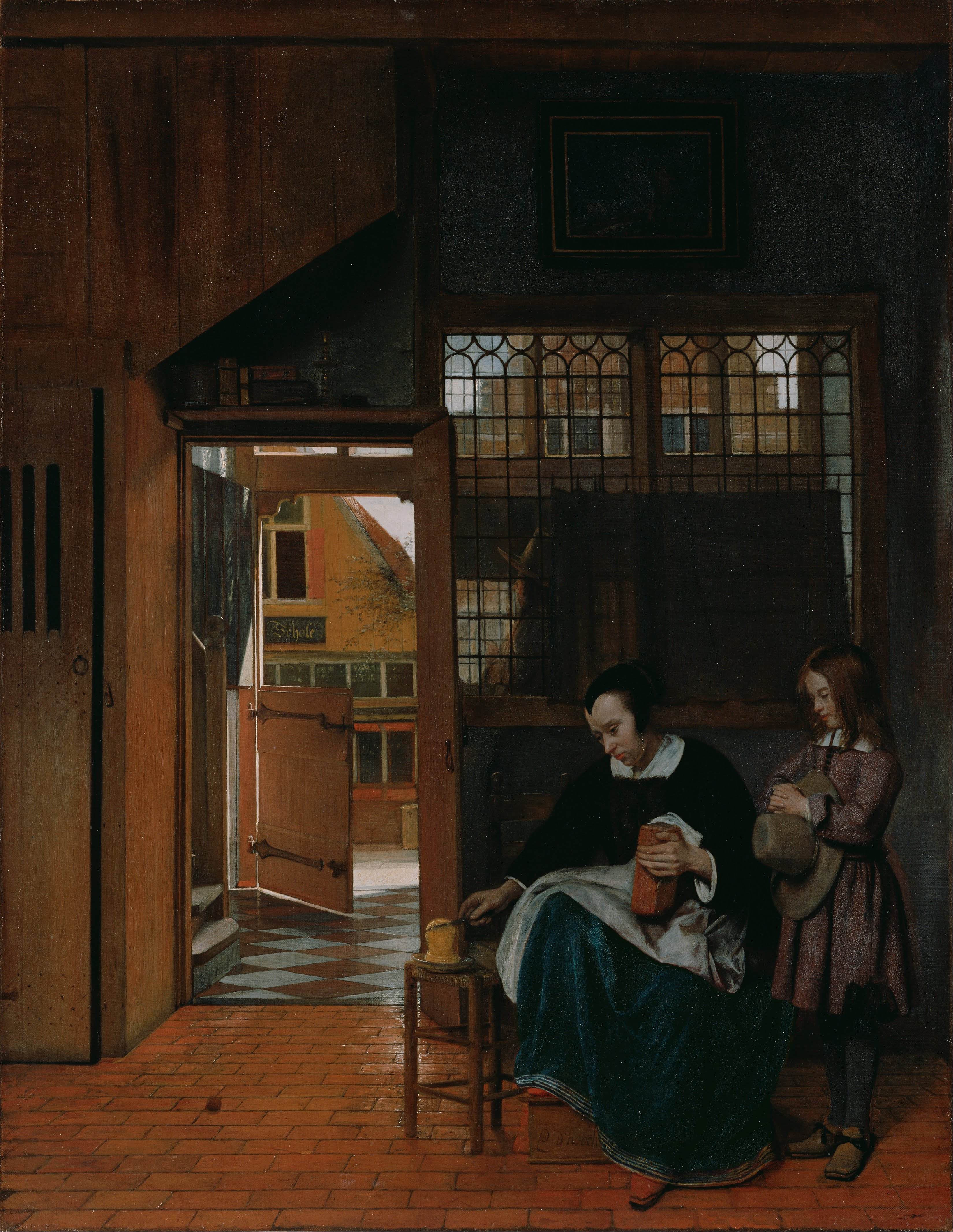
Femeie pregătind pâine și unt pentru un băiat, 1661
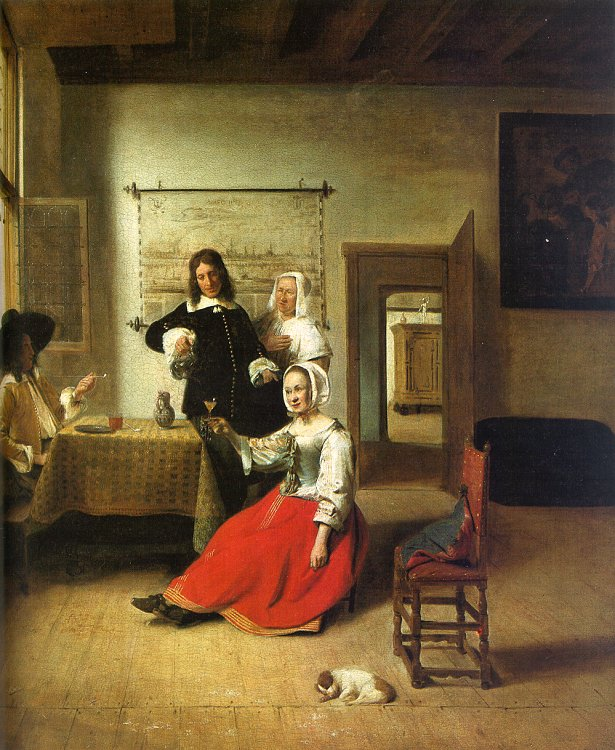
Femei bând alături de soldați, 1658

Temele și compozițiile sunt, de asemenea, foarte asemănătoare între De Hooch și Vermeer. Istoricii de artă din secolul al XIX-lea au presupus că Vermeer a fost influențat de opera lui de Hooch și într-adevăr de Hooch a demonstrat mai întâi de la început un interes special în combinarea personajelor cu geometria interioară (vezi Interior cu mamă, copil și servitor c. 1656 și alte lucrări similare). O radiografie a Interiorului cu o femeie cântărind o monedă de aur arată că De Hooch a pictat mai întâi un alt personaj în scaunul gol, așa că aceasta arată că pânza lui este modelul mai original pe care l-a citat Vermeer.

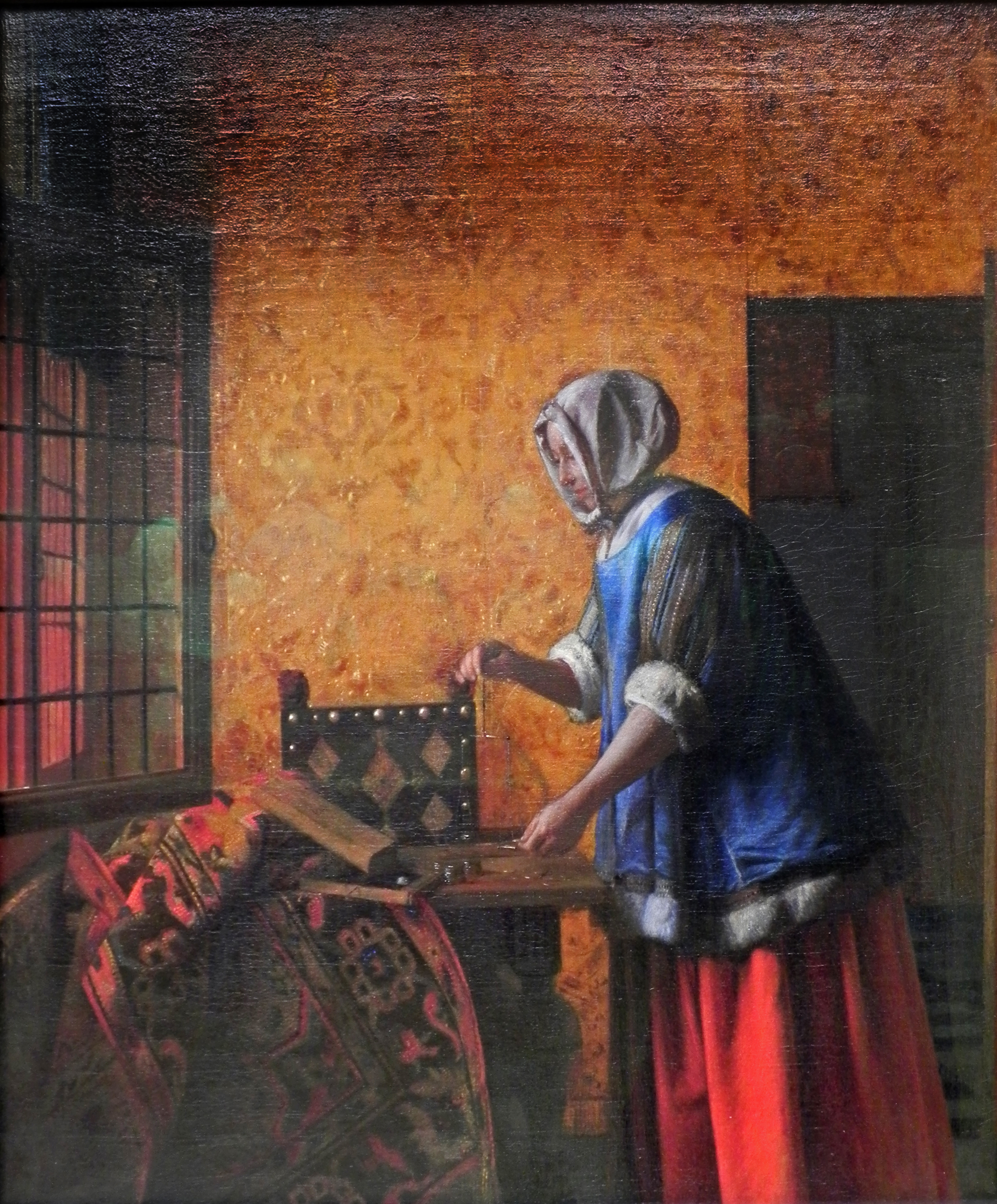
Interior cu o femeie cântărind o monedă de aur, c. 1659 – 1662
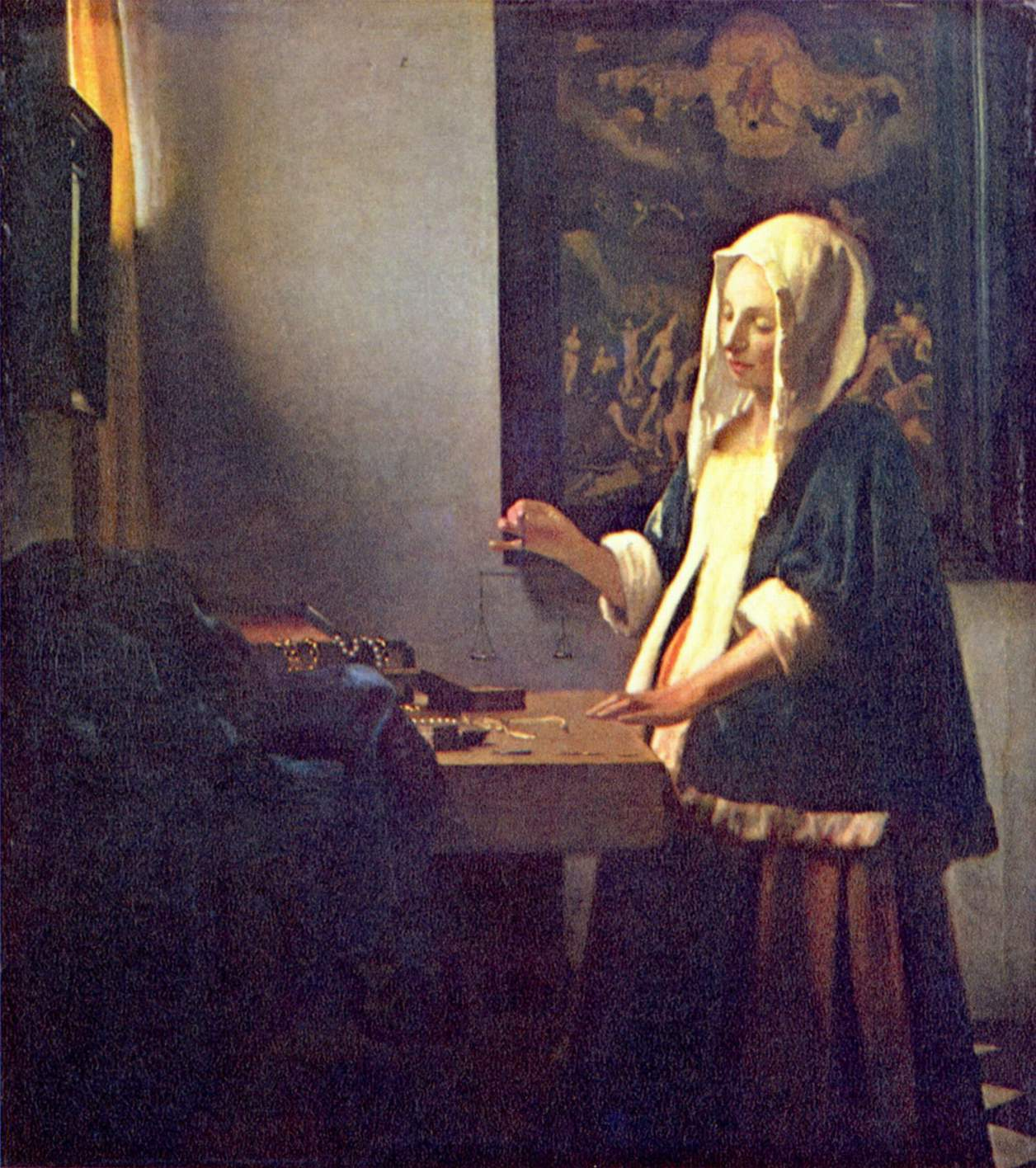
Femeie ținând o balanță, c.1665 by Vermeer

De Hooch a împărtășit teme și compoziții cu Emanuel de Witte, deși De Witte s-a dedicat rapid în principal pictării scenelor interioare de biserică după ce s-a mutat la Amsterdam în 1651. De Witte pare mai preocupat de camerele în sine, umplându-și tablourile cu obiecte, iar De Hooch este mai interesat de oameni și de relațiile dintre ei, lăsând camerele golite de orice obiecte suplimentare care nu susțin scena.

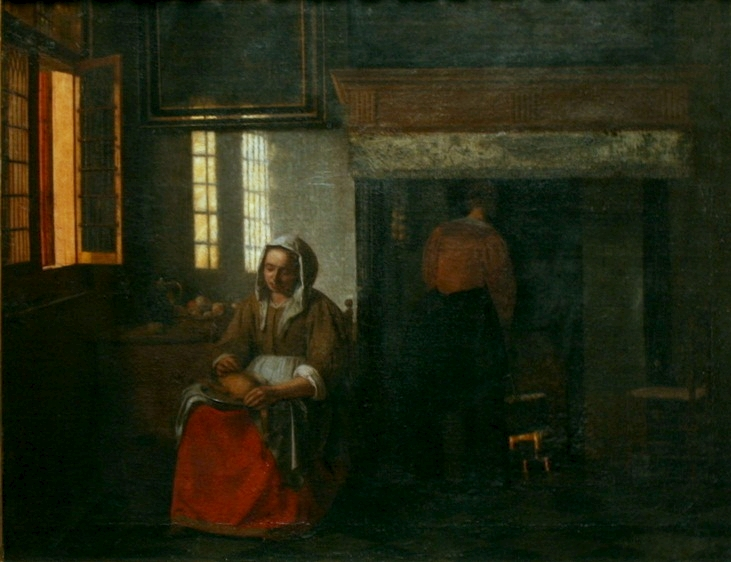
Jumulind o rață, c. 1665 – 1668
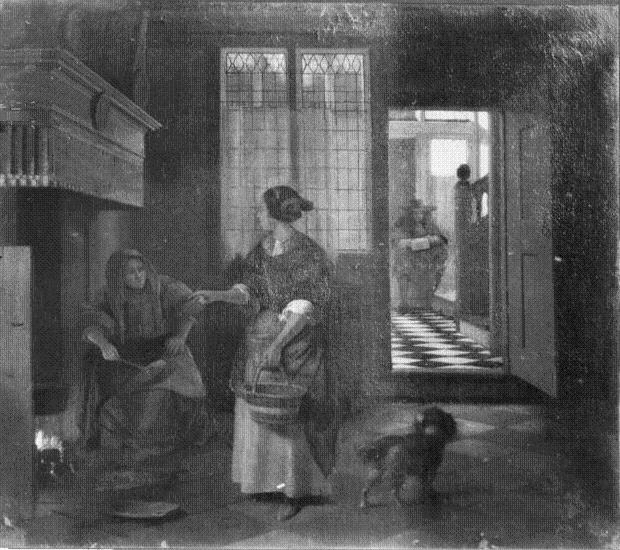
Două femei vorbind, un bărbat și un câine, 1680–1684
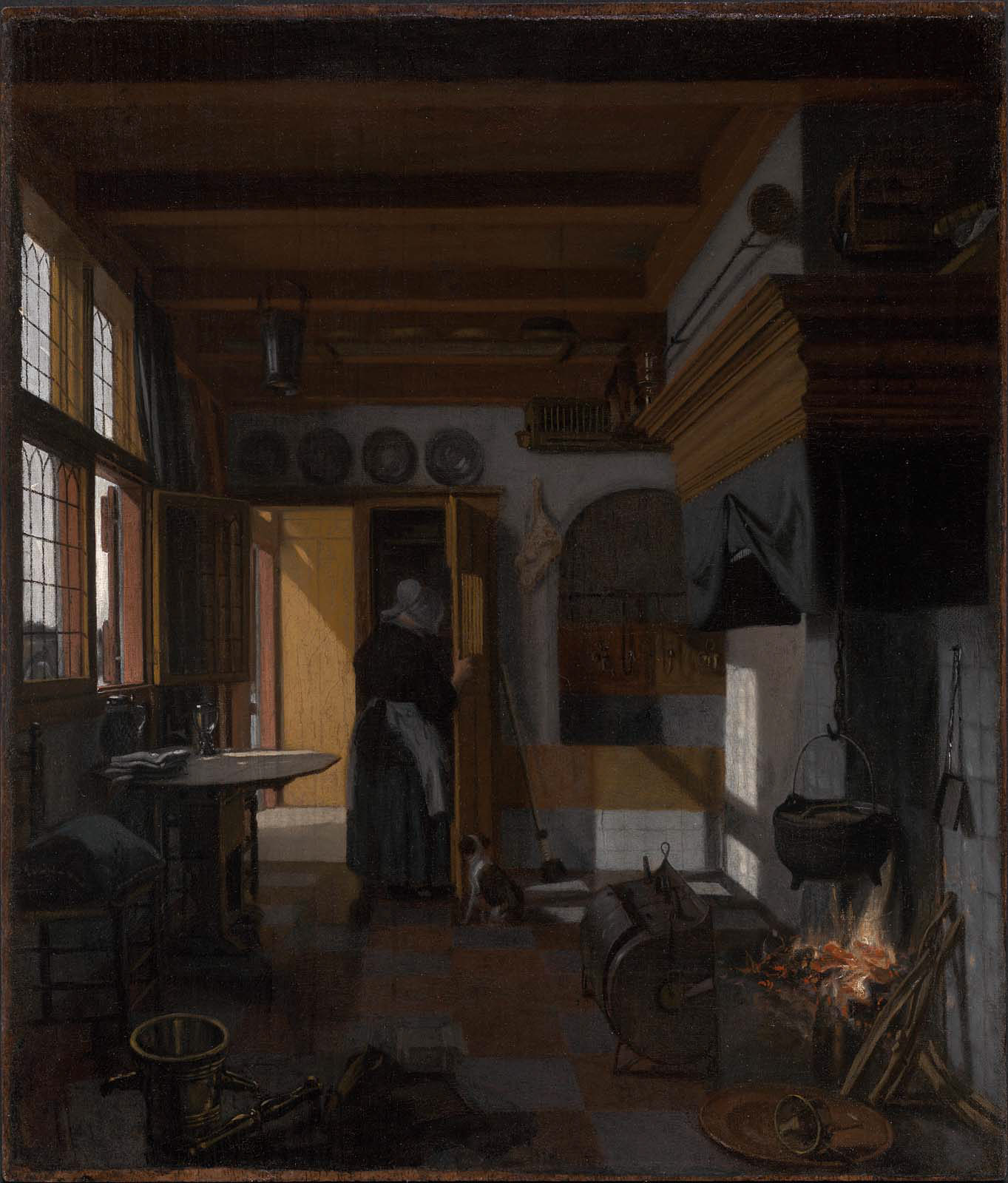
Interior de bucătărie, c.1665 by Emanuel de Witte

În anii 1660, a început să picteze pentru patronii mai bogați din Amsterdam și este cunoscut pentru scene vesele și portrete de familie în interioare opulente cu pardoseli de marmură și tavane înalte.

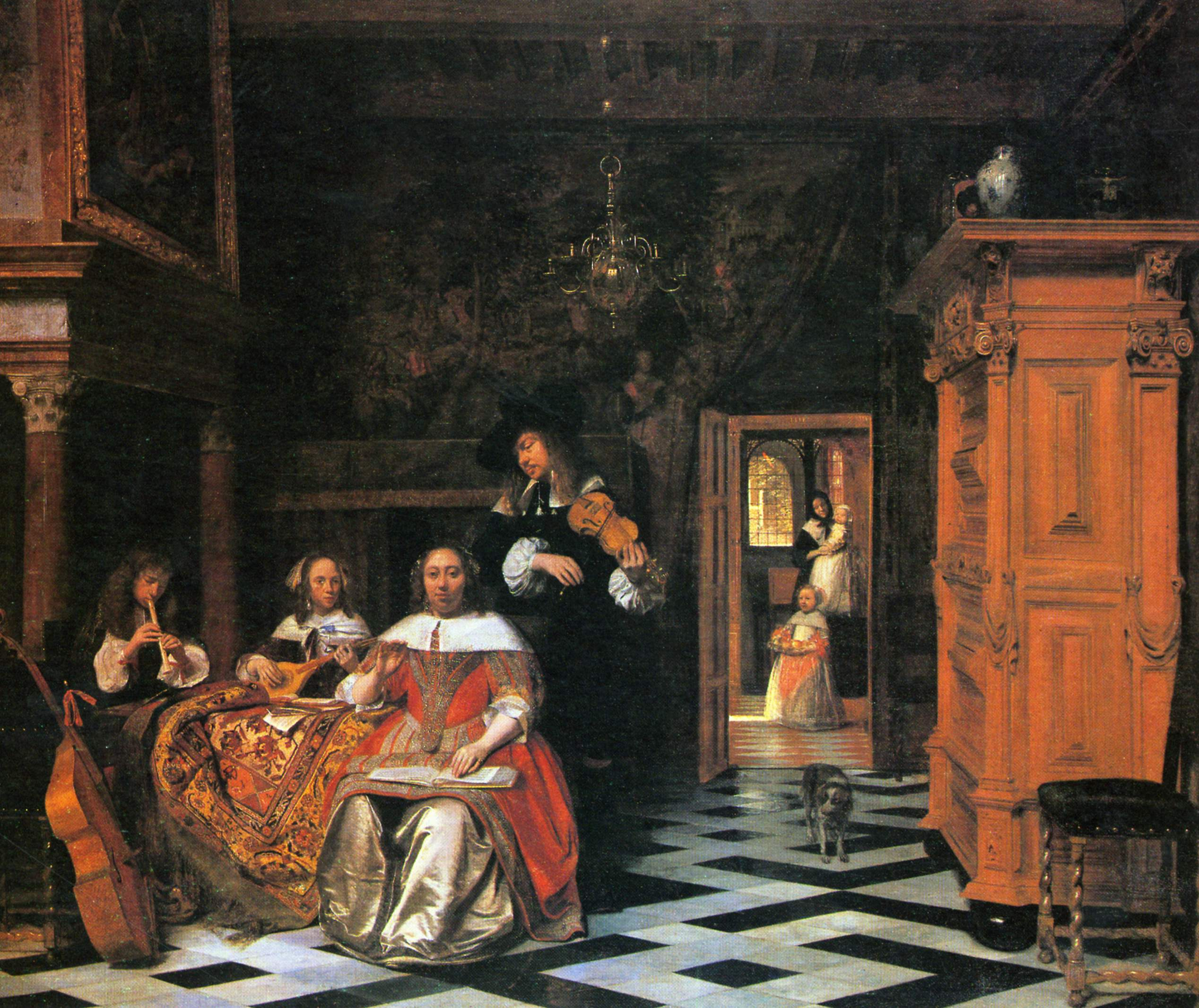
Portret de familie într-un interior opulent, 1663
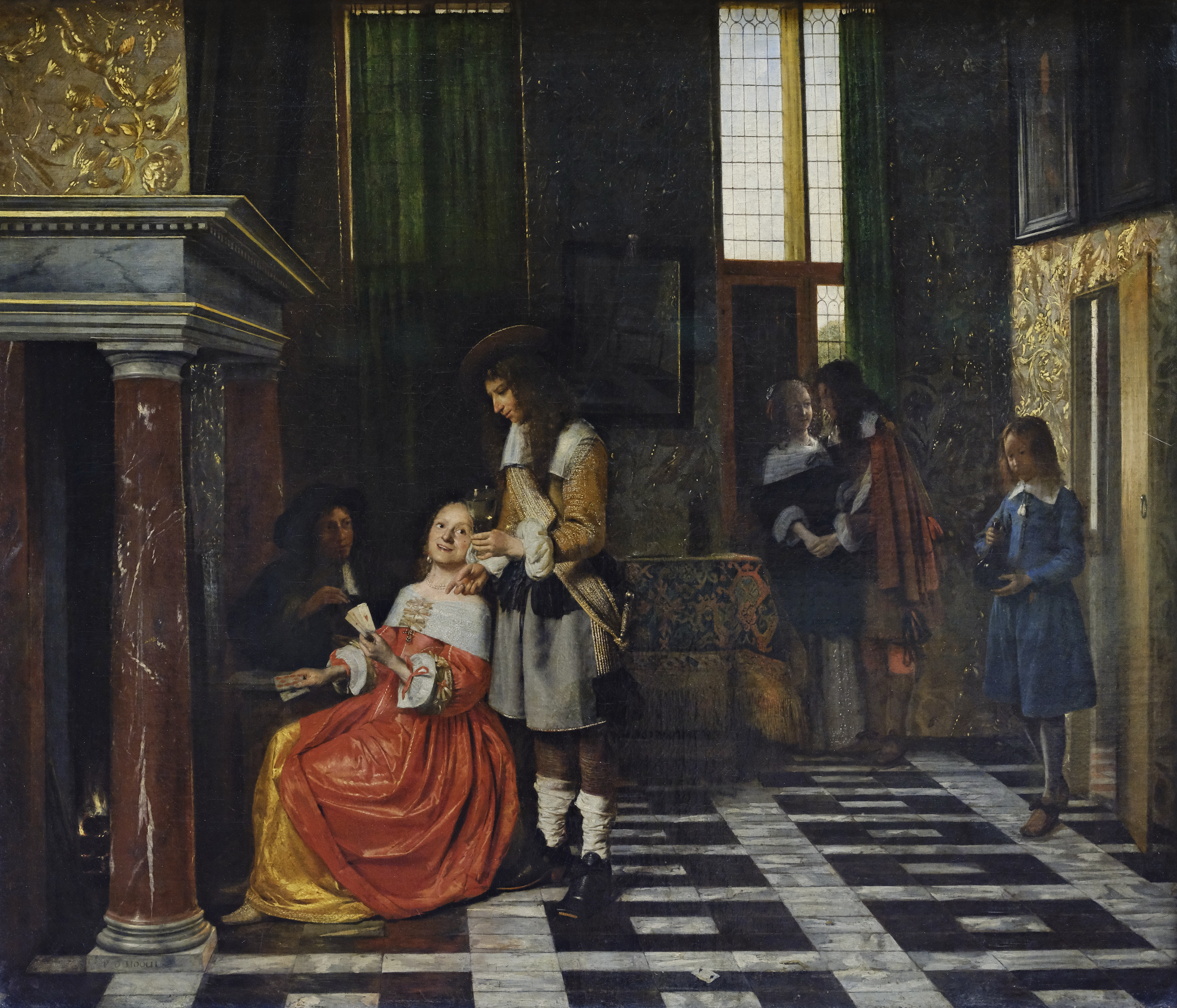
Companie veselă, 1663–1666
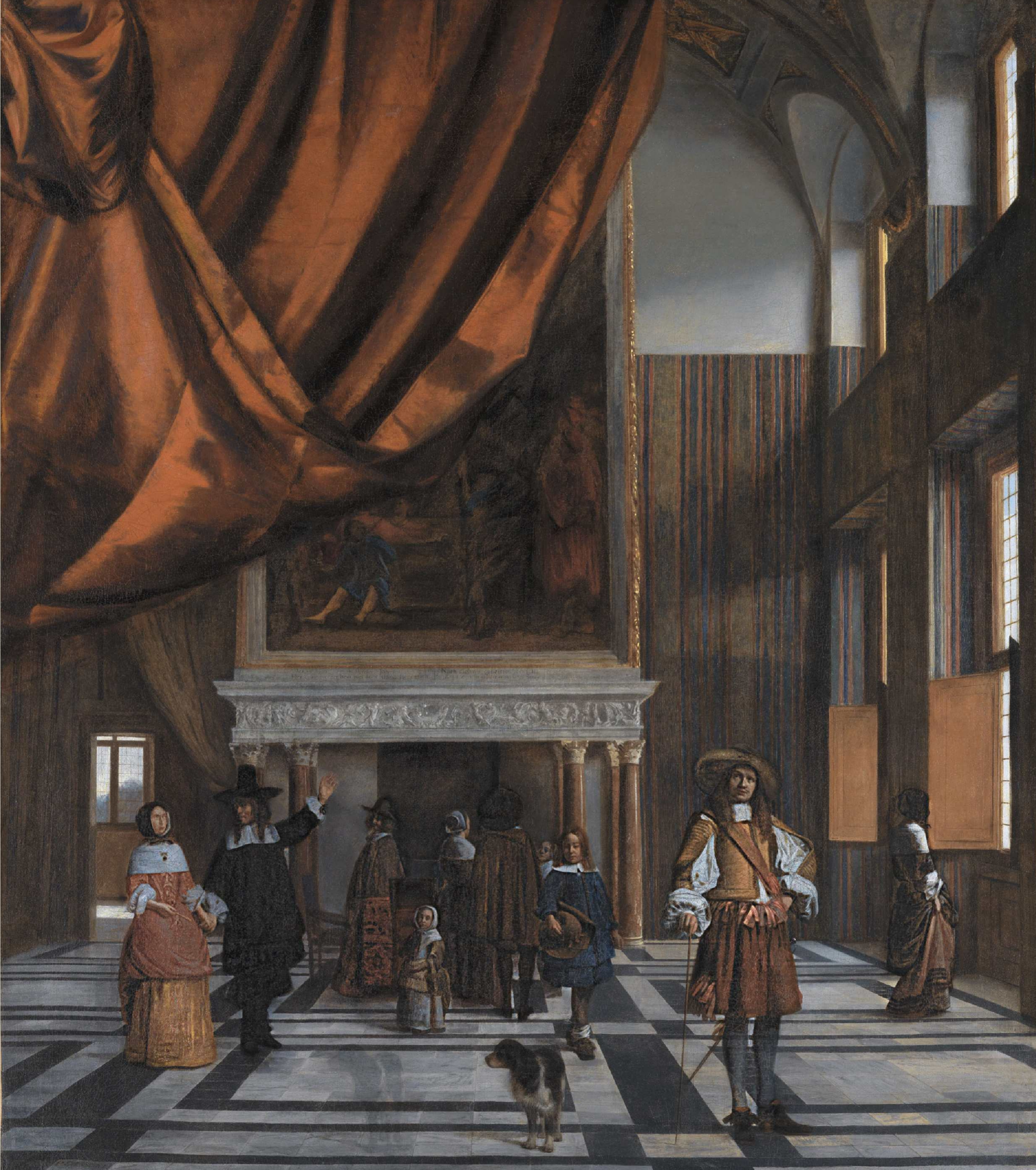
Camera Consiliului din primăria din Amsterdam, 1663

În timpul petrecut în Amsterdam, el a continuat să realizeze scene domestice, dar atât interioarele, cât și ocupanții lor par mai opulente.

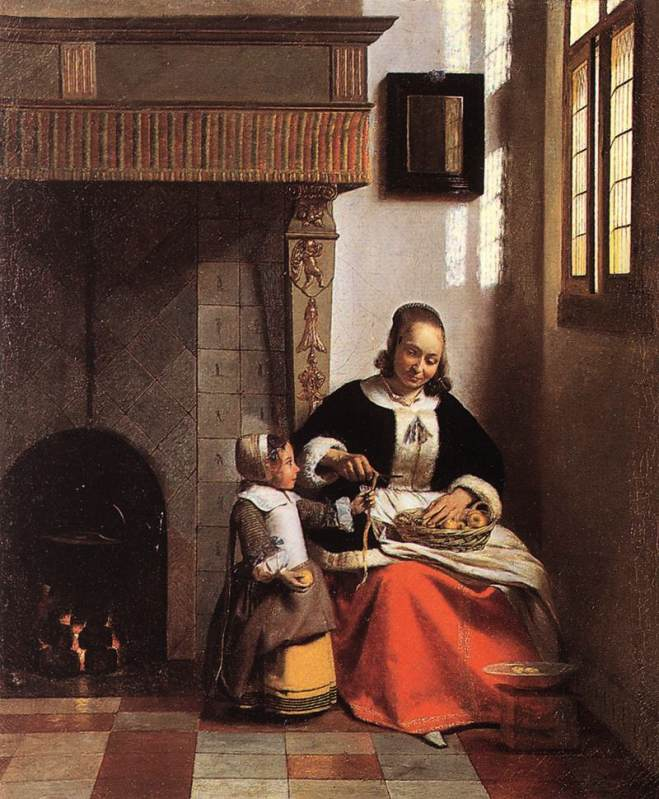
Femeie curățând mere, 1663
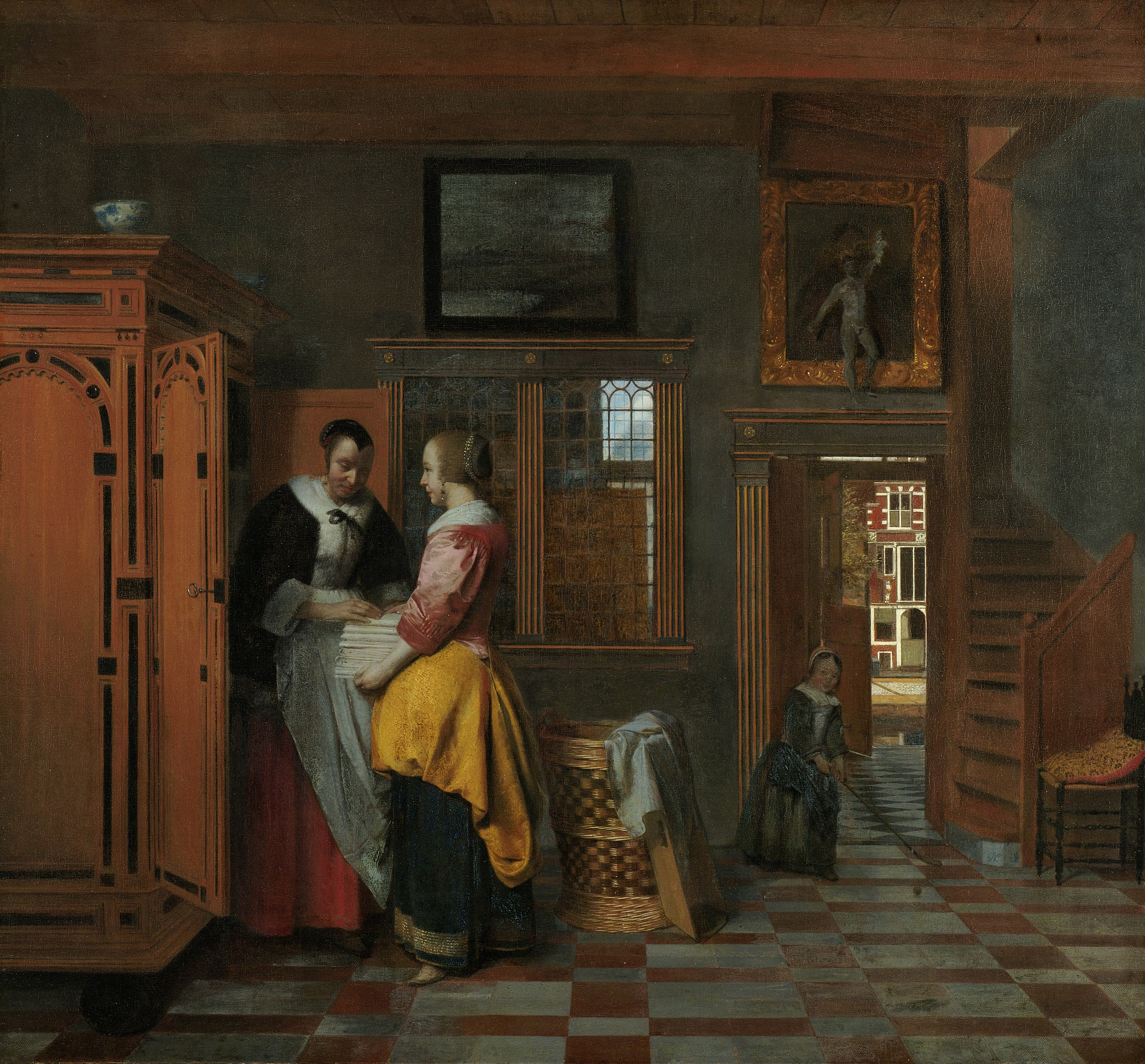
Două femei lângă un dulap cu pânzeturi, 1663
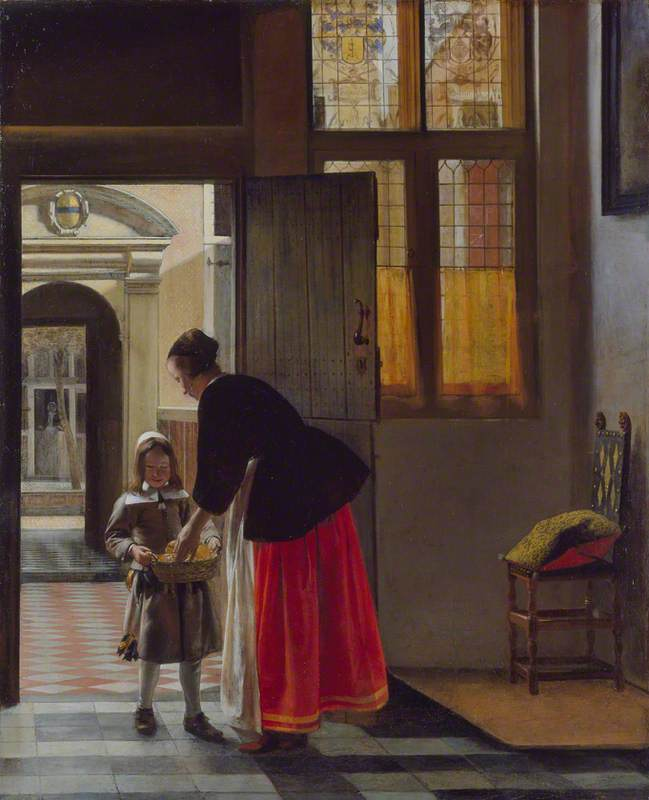
Băiat aducând pâine, 1663

De Hooch a reprezentat, de asemenea, curtarea cuplurilor care joacă popice. Versiunea de cea mai bună calitate poate fi văzută la Waddesdon Manor. A fost realizată la scurt timp după ce De Hooch s-a mutat la Amsterdam și este un bun exemplu al descrierilor sale ale primelor grădini ale casei de la țară care au înlocuit curțile sale anterioare simple din Delft. Tema jocului de popice se referă la „Grădina dragostei” și „Jocul iubirii” găsite atât în arta apreciată de persoanele cultivate, cât și în cultura populară. Femeia care se uită la privitor este protagonista în acest sport al Iubirii.

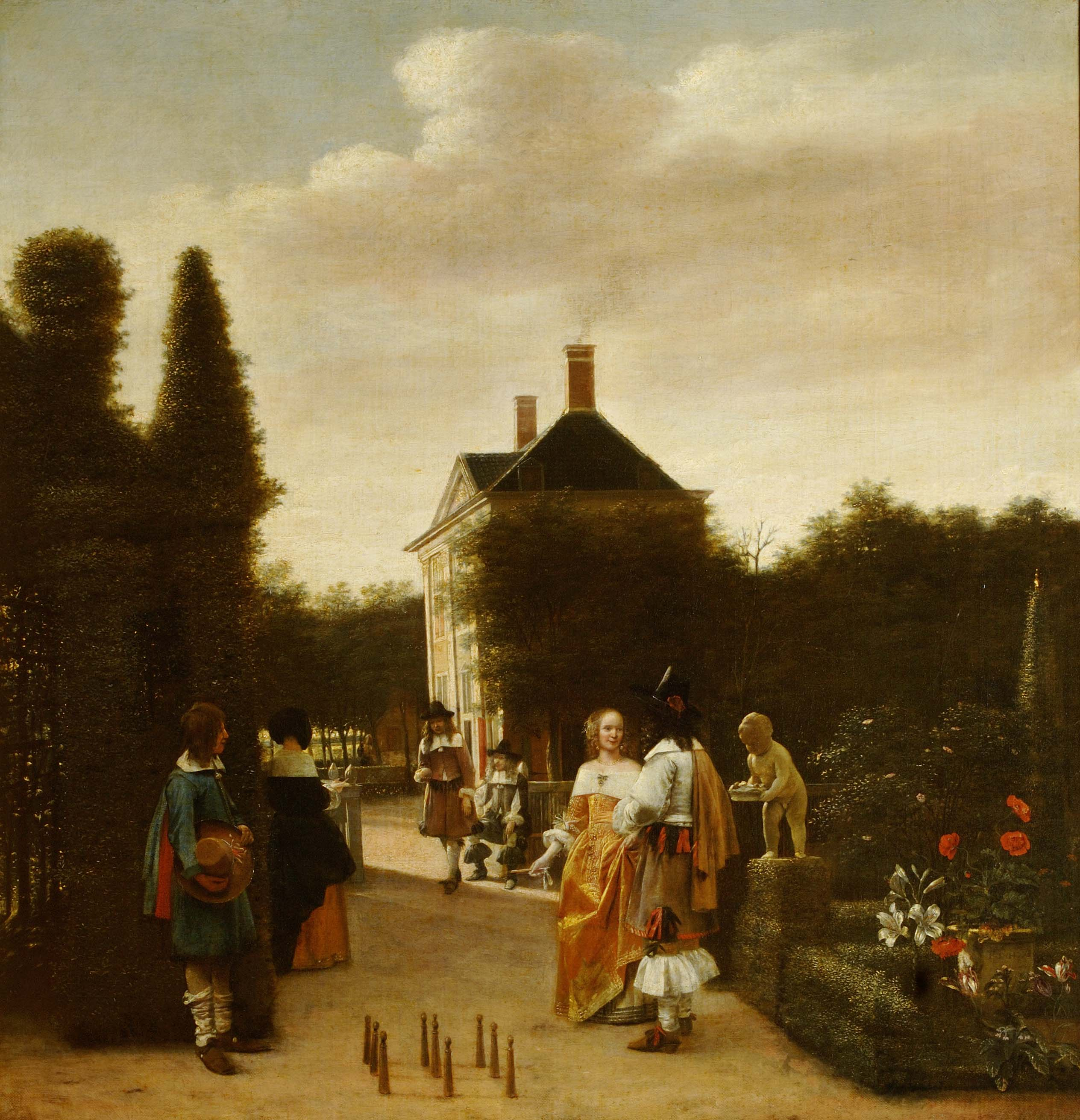
Joc de popice, c. 1665
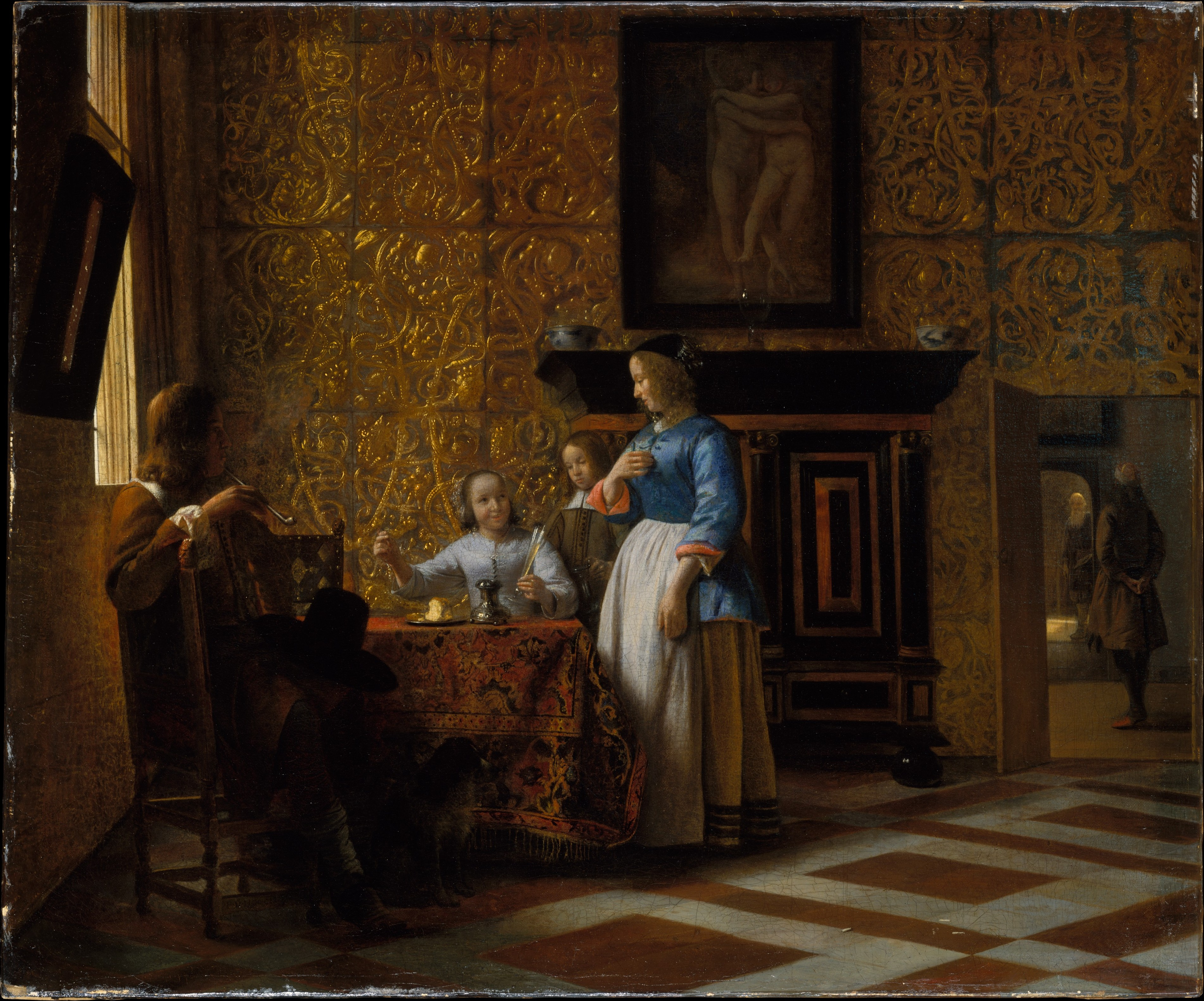
Perioadă de relaxare într-un decor elegant, c. 1665

Se cunosc puține lucruri despre aranjamentele de trai ale lui De Hooch în Amsterdam, deși s-a stabilit că a avut contact cu Emmanuel de Witte. În 1670, locuia în Konijnenstraat. Locuia într-o zonă în afara zidurilor orașului, dar lângă Westerkerk, unde familia sa frecventa biserica. Majoritatea cercetătorilor cred că opera lui Hooch de după 1670 a devenit mai stilizată, lucru care a dus la deteriorarea calității. Poate că munca sa a fost afectată de suferința pricinuită de moartea soției sale în 1667, la vârsta de 38 de ani, lăsându-l cu o familie cu copii mici. După 1680, stilul pictural al lui Hooch a devenit mai grosier și mai închis la culoare. Se spune adesea că a murit într-un azil în 1684, dar acela a fost fiul său care avea același nume. Data morții sale este necunoscută. În 2017, Fundația Turing a sponsorizat un nou proiect de cercetare pentru muzeul Delft Prinsenhof și Rijksmuseum pentru a lucra la o nouă expoziție de ansamblu axată pe lucrările din colecția lor, care urma să fie prezentată într-o expoziție combinată 2019-2020.